# Auques i ventalls
Auques i ventalls és el nom d'un poemari de Josep Carner publicat en 1914 amb un tiratge de 300 exemplars. En aquests poemes Carner mostra els trets propis del noucentisme, com la imatge de la ciutat com a símbol de civilització (encarnada especialment en Barcelona), però inclou formes de la poesia popular. L'ordenació dels poemes segueix el calendari d'un any, ja que molts versos havien sorgit de col·laboracions periòdiques de Carner en diversos mitjans, bàsicament a La Veu de Catalunya i tenien com pretext una data. S'aprecia un to lleugerament humorístic en algunes composicions, ja que el punt de partida quotidià té tocs costumistes. A partir de cada escena, desenvolupa algun tema literari, amb la bellesa com rerefons comú a tots ells.